# Laura Marling
Laura Beatrice Marling, född 1 februari 1990 i Eversley, Hampshire, är en brittisk singer-songwriter inom folkpop.. Marling har turnerat med ett antal välkända indie-artister i Storbritannien och senare även med Adam Green, och Jamie T, som bjöd in henne på turné med honom under 2006.
Hennes debutsingel Ghosts kom ut på WayOutWest Records, med efterföljande singlar på Virgin Records. Hennes debutalbum Alas, I Cannot Swim släpptes den 4 februari 2008 och blev nominerad till 2008 års Mercury Prize. Hon släppte Night Terror, den tredje och sista singeln från hennes album, den 27 oktober 2008.
Laura Marling är en tidigare medlem i bandet Noah and the Whale och medverkar på deras debutalbum Peaceful, The World Lays Me Down. Charlie Fink, sångare i Noah and the Whale, producerade Marlings debutalbum. Hon medverkar också på Mystery Jets singel Young Love som släpptes 10 mars 2008 från deras andra album. 
Trots utsålda arenor och stora turnéer har Marling berättat om hur hon fortfarande finner större arenor skrämmande. Hon har en gång inte getts tillträde till en av sina egna spelningar, på grund av att hon fortfarande var minderårig. Hon valde då istället att spela på gatan för fansen.

## Diskografi
- 2008 – Alas I Cannot Swim
- 2010 – I Speak Because I Can
- 2011 – A Creature I Don't Know
- 2013 – Once I Was an Eagle
- 2015 – Short Movie
- 2017 – Semper Femina
- 2020 – Song For Our Daughter